# Biali (Rosja)
     Tereny w rękach bolszewików, luty 1918
     Tereny w rękach bolszewików, lato 1918
     Maksymalny zasięg wojsk anty-bolszewickich, 1918-1919
     Armia Czerwona wieczorem 4 listopada
     Główne zgrupowania Białych

Tereny w rękach bolszewików, luty 1918
Tereny w rękach bolszewików, lato 1918
Maksymalny zasięg wojsk anty-bolszewickich, 1918-1919

Mapa schematyczna planu Operacji perekopsko-czongarskiej
Armia Czerwona wieczorem 4 listopada
Główne zgrupowania Białych

Biali – zbiorcze określenie ruchów politycznych i sił zbrojnych działających podczas wojny domowej w Rosji w latach 1917–1923, walczących z komunistami (bolszewikami) i ruchami ich wspierającymi, mających na celu przywrócenie poprzedniego systemu ekonomicznego i politycznego. Biali określani są także jako Biała Armia (ros. Белая Армия), Biała Gwardia (Белая гвардия) lub Biały Ruch (Белое движение), lecz nie stanowili oni jednej organizacji, a poszczególne formacje działające w różnych częściach kraju nosiły różne nazwy. Nazwa „biali” powstała jako przeciwieństwo przyjętej przez komunistów symboliki związanej z kolorem czerwonym.
Do białych nie zaliczają się takie formacje, jak anarchiści Nestora Machno, a także inne walczące zarówno przeciw bolszewikom, jak i białym (określane też jako „zieloni”) oraz ruchy nacjonalistyczne, walczące w celu zyskania niepodległości poszczególnych krajów wchodzących do 1914 w skład Imperium Rosyjskiego. W propagandzie radzieckiej określenie „biali” było jednakże rozciągane na wszystkich przeciwników bolszewików, w tym na Polskę i Wojsko Polskie (określane jako „białopolacy”).
Armie białych były dowodzone przez dawnych carskich generałów którzy byli przeciwni zarówno rewolucji lutowej jak i październikowej. Ponieważ w carskiej Rosji żyło im się bardzo dobrze, ich ideologią była walka dla Rosji. Taka ideologia nie przyciągała jednak do ich armii chłopów. Zrażała też mniejszości narodowe żyjące na terytorium imperium rosyjskiego. Ze względu na zamordowanie cara Mikołaja II i jego rodziny, biali nie posiadali nikogo, kto byłby w stanie pokierować działaniami wszystkich części, przy tym poszczególni liderzy mieli samodzielne ambicje polityczne.
Do naczelnych dowódców wojskowych białych należeli:
- Michaił Aleksiejew (1857–1918) – dowódca Armii Ochotniczej w latach 1917–1918,
- Anton Denikin (1870–1947) – dowódca Armii Ochotniczej po śmierci gen. Ławra Korniłowa (kwiecień 1918 – 8 stycznia 1919), od 8 stycznia 1919 Sił Zbrojnych Południa Rosji (połączone Armia Ochotnicza i Armia Dońska) (do 4 kwietnia 1920),
- Nikołaj Judenicz (1862–1933) – dowódca Armii Północno-Zachodniej, 1918–1920,
- Władimir Kappel (1883–1920),
- Aleksandr Kołczak (1874–1920) – minister wojny i marynarki w antybolszewickim Dyrektoriacie Ufijskim, potem w latach 1918–1920 dowódca Wojskowych Sił Rosji na Syberii i Uralu tzw. Armii Syberyjskiej,
- Ławr Korniłow (1870–1918) – twórca i pierwszy dowódca Armii Ochotniczej na południu Rosji,
- Piotr Krasnow (1869–1947) – ataman kozackiego wojska dońskiego,
- Jewgienij Miller (1867–1938) – dowódca Armii Północnej, 1918–1920,
- Grigorij Siemionow (1890–1946) – dowódca Specjalnego Oddziału Mandżurskiego,
- Andriej Szkuro (1887–1947),
- Roman von Ungern-Sternberg (1886–1921),
- Siergiej Wojciechowski (1883–1951),
- Piotr Wrangel (1878–1928) – dowódca Białej Armii na froncie południowym kwiecień 1920 – listopad 1920.

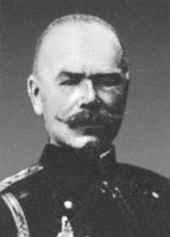
Michaił Aleksiejew
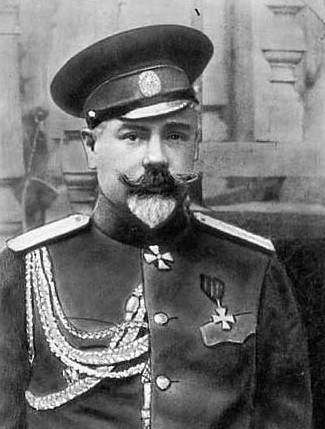
Anton Denikin
Władimir Kappel
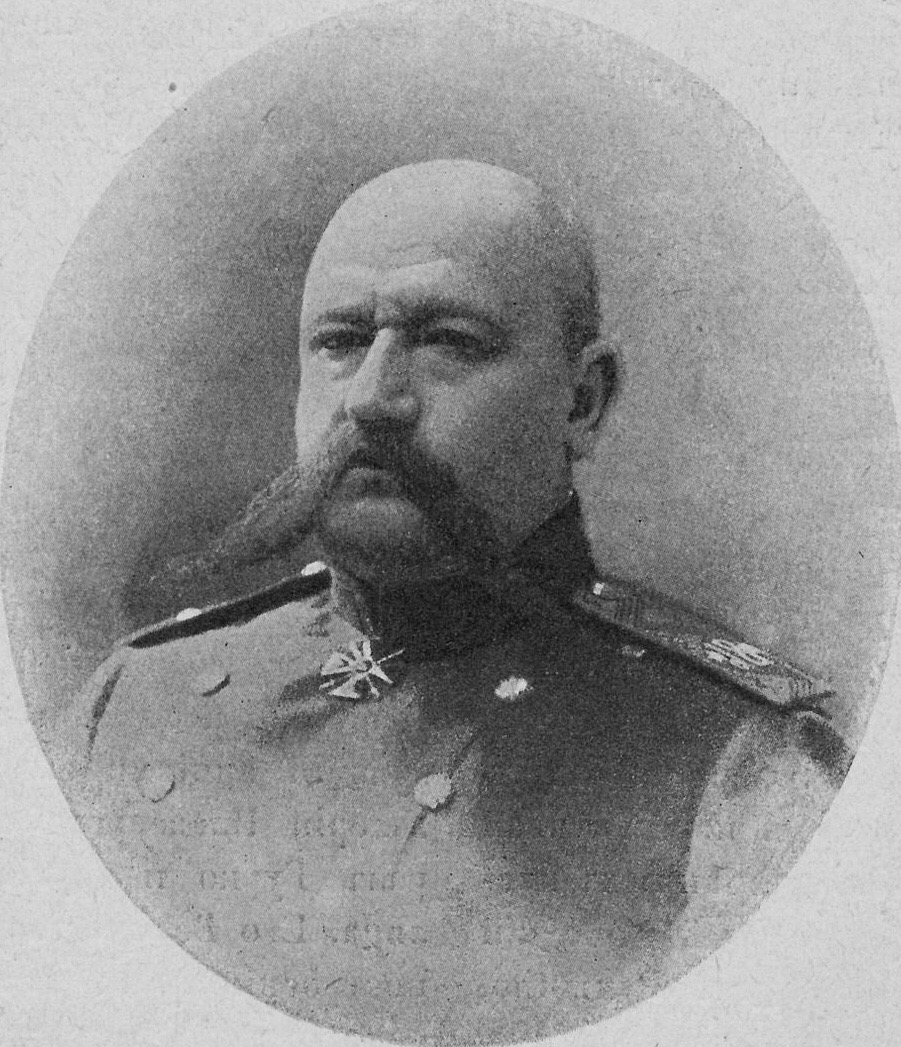
Nikołaj Judenicz
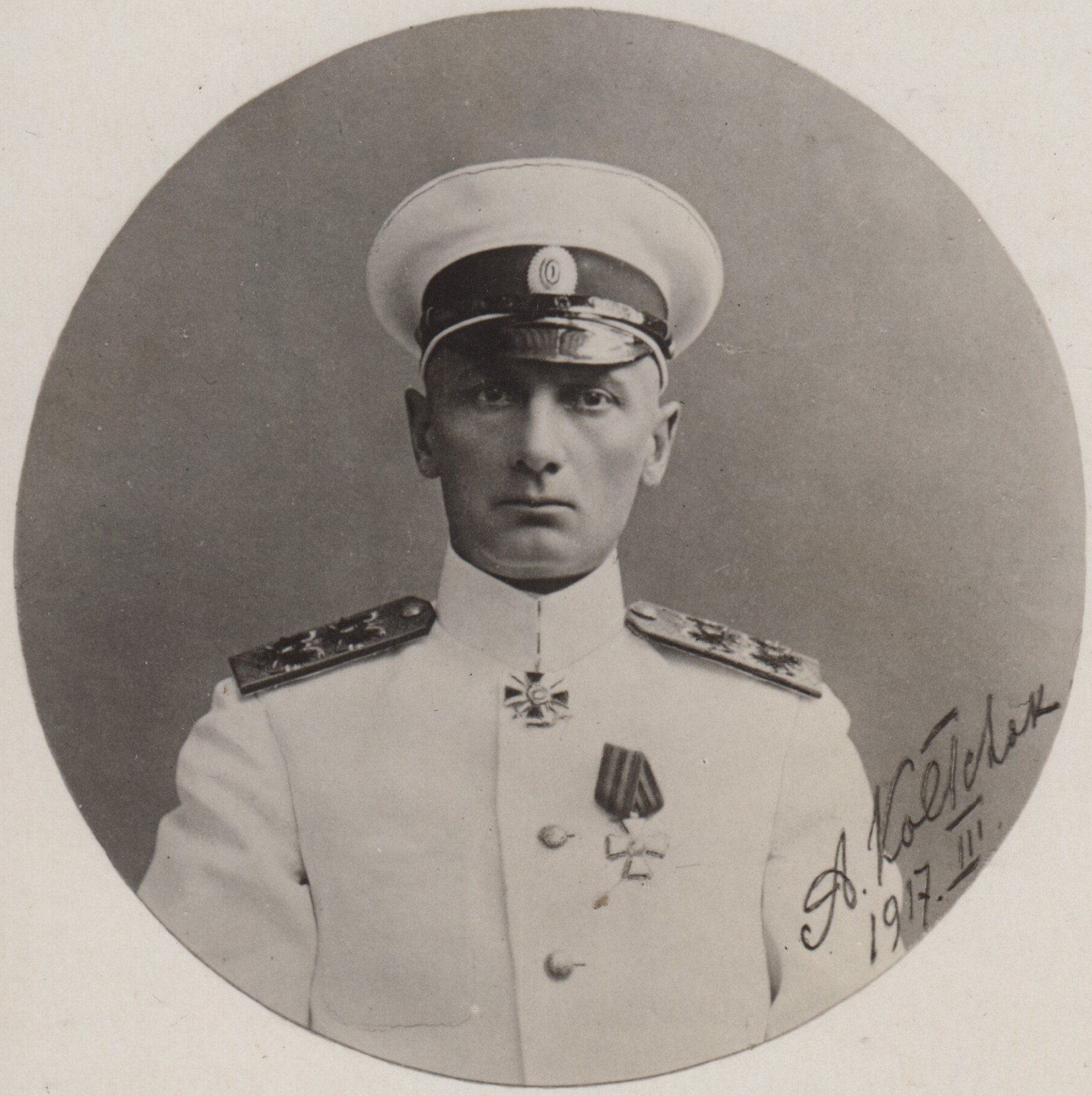
Aleksandr Kołczak
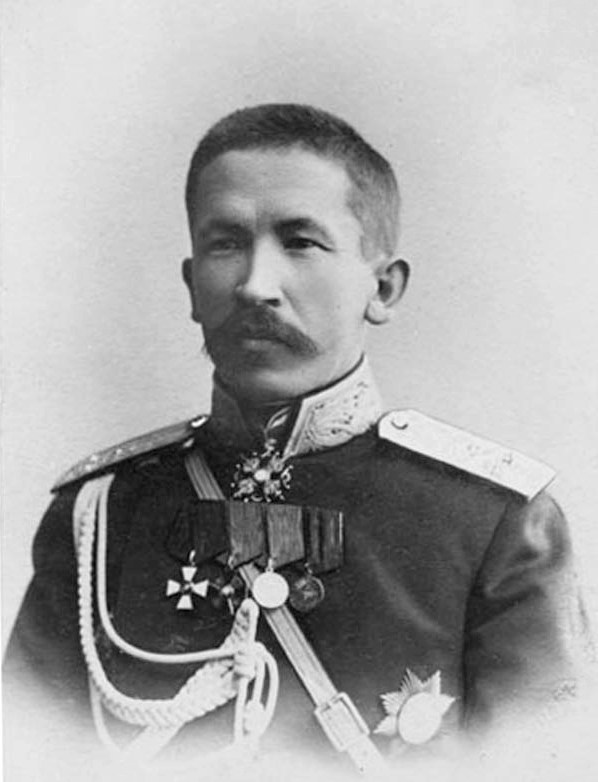
Ławr Korniłow
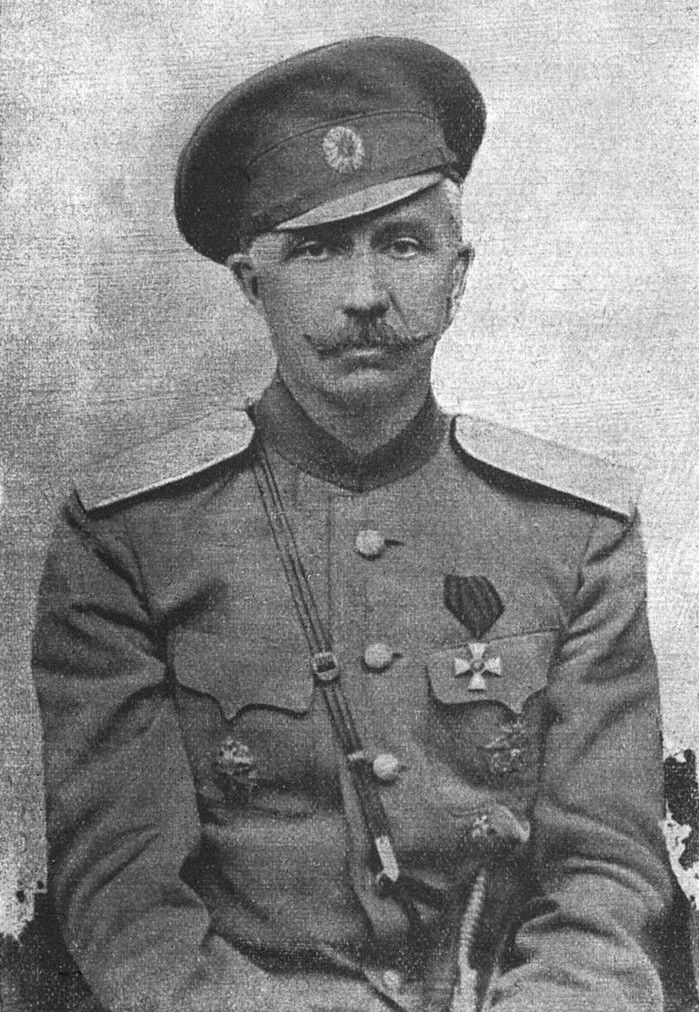
Piotr Krasnow
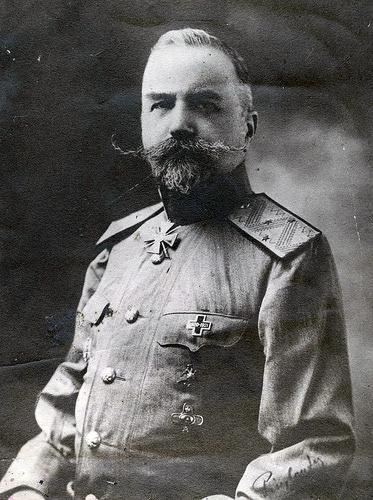
Jewgienij Miller
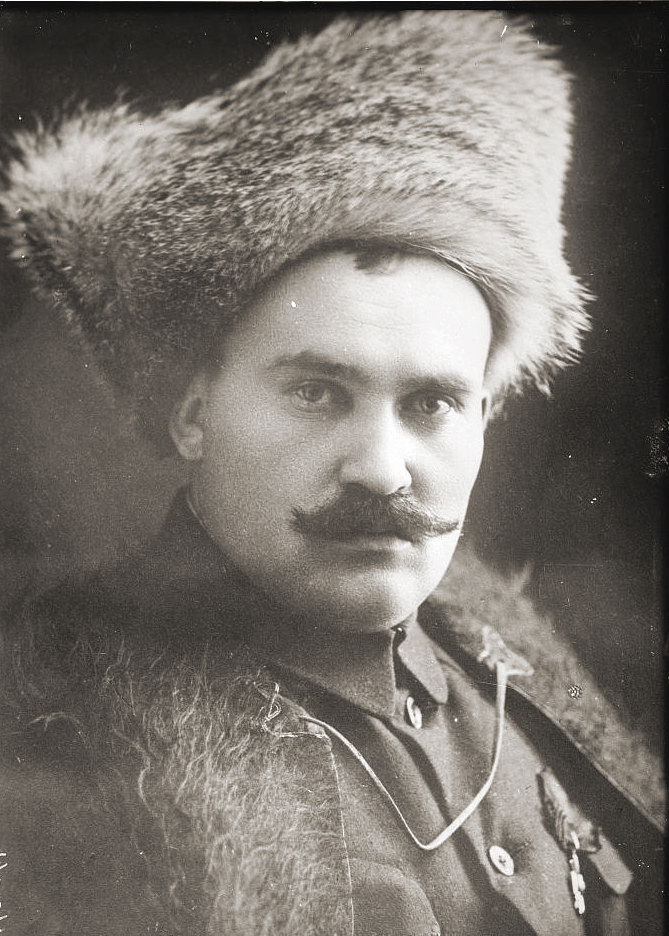
Grigorij Siemionow
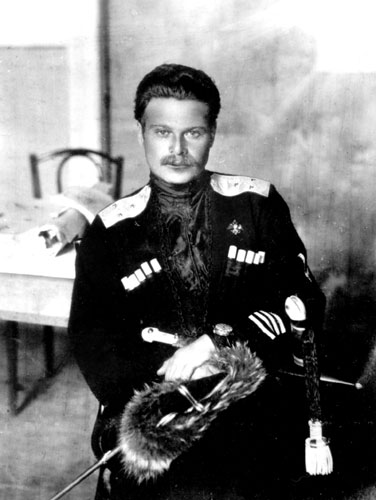
Andriej Szkuro
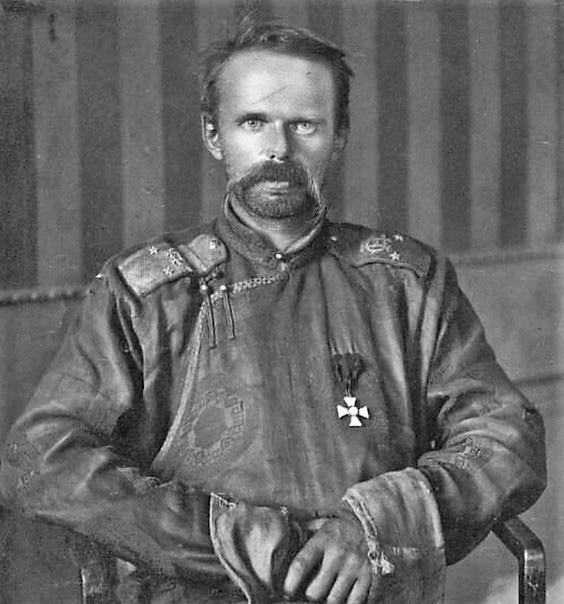
Roman von Ungern-Sternberg
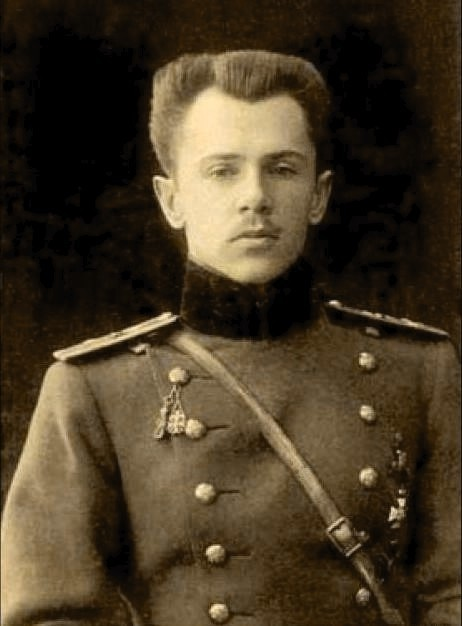
Siergiej Wojciechowski
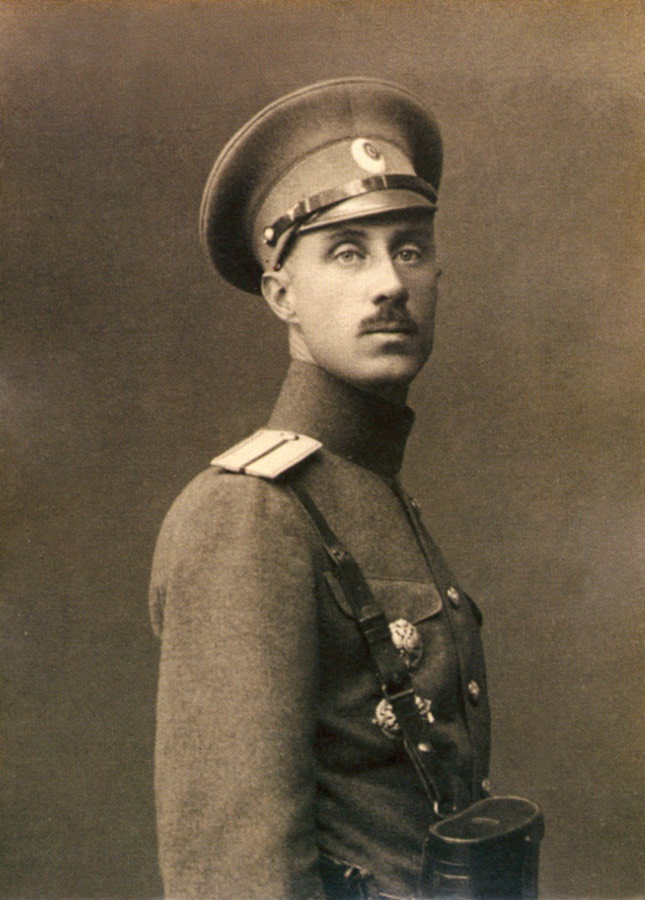
Piotr Wrangel

## Ideologia
Biali deklarowali że chcą zaprowadzić porządek i ład, zwalczając zdrajców, barbarzyńców i morderców.
W kontekście Rosji ruch białych miał trzy główne skojarzenia:
1. polityczne przeciwieństwo wobec Czerwonych;
2. historyczne odniesienie do monarchii absolutnej, szczególnie czasów Iwana III zwanego Białym królem;
3. noszenie przez niektórych mundurów z okresu carskiego, w których przeważały białe barwy

Biała Armia reprezentowała rosyjski nacjonalizm. Biali zwalczali działaczy niepodległościowych którzy tworzyli państwa narodowe na obszarze dotychczasowego Imperium Rosyjskiego. Odnosili się nieprzychylnie lub wrogo do państw narodowych utworzonych na gruzach Imperium Rosyjskiego takich jak: Ukraina, Estonia, Łotwa i Litwa, Azerbejdżan, Gruzja i Armenia, a co do Polski i Finlandii chcieli, przy ograniczeniu ich terytoriów do przedrewolucyjnych Królestwa Polskiego i Wielkiego Księstwa Finlandii do narzucenia im związków sojuszniczych z Rosją. Wśród białych częstym zjawiskiem był antysemityzm, gdyż żywy był wśród nich stereotyp żydokomuny, przypisujący Żydom główną rolę w stworzeniu komunizmu, który miał im otworzyć drogę do zdobycia władzy nad całym światem.
Wielu przywódców białych było konserwatystami i autokratami, inni oprócz antybolszewizmu nie wyznawali określonej ideologii. W obozie antykomunistycznym w czasie wojny domowej w Rosji znaleźli się również rosyjscy liberałowie (tzw. kadeci), czy socjaliści-eserowcy.